# Przemysław Gosiewski
Przemysław Edgar Gosiewski (12. května 1964 Słupsk, Polsko – 10. dubna 2010 Pečersk, Rusko) byl polský politik.

## Životopis
V letech 1983 až 1989 studoval na Fakultě právnické a správní Univerzity v Gdaňsku. Titul magistra získal v roce 1997. V průběhu studijních let začaly jeho aktivity v opozičním hnutí. V roce 1988 se zúčastnil studentské stávky. Jeho tehdejším vyučujícím pracovního práva byl Lech Kaczyński. V roce 1989 začala Gosiewskiého spolupráce s Jarosławem Kaczyńským. V letech 1989 až 1991 Gosiewski působil v kanceláři hnutí Solidarita pro styk s regiony. S bratry Kaczyńskými spoluzakládal politickou stranu Porozumienie Centrum. V roce 1995 byl ve volebním štábu Lecha Kaczyńského pro prezidentské volby, ze kterých Kaczyński nakonec odstoupil. Lechu Kaczyńskému pak dělal – co by ministru spravedlnosti – poradce v letech 2000 až 2001. Od roku 2001 byl členem strany Právo a spravedlnost. Ve volbách v letech 2001, 2005 a 2007 byl zvolen za poslance Sejmu, v roce 2007 získal ve svém volebním obvodu dokonce nejvíce hlasů. Od července 2006 do listopadu 2007 byl členem vlády Jarosława Kaczyńského. Po volbách v roce 2007 zastával funkci předsedy poslaneckého klubu Práva a spravedlnosti. V lednu 2010 na tuto funkci rezignoval, zůstal však jedním z místopředsedů strany.
Zemřel při leteckém neštěstí u ruského Smolensku 10. dubna 2010. Posmrtně obdržel Velitelský kříž s hvězdou Řádu Polonia Restituta (Krzyż Komandorski z Gwiazdą Orderu Odrodzenia Polski).